# Herb Antigui i Barbudy
Herb Antigui i Barbudy – jeden z oficjalnych symboli Antigui i Barbudy. 

## Historia
Herb został zaprojektowany w 1966 przez Gordona Christophera, a pierwszym dniem jego oficjalnego używania był 16 lutego 1967. 

## Opis
W klejnocie i po bokach tarczy przedstawiono cztery rośliny, z których słynie ten kraj: ananasa, trzcinę cukrową, hibiskusa i jukkę. Symbolika tarczy nawiązuje do flagi państwowej – tu także występuje motyw słońca wyłaniającego się z morza. Na środku widoczny stylizowany młyn do przerabiania trzciny. Trzymaczami tarczy są jeleniesymbolizujące tutaj wyspę Barbuda. Pod tarczą na wstędze znajduje się motto państwowe: Each endeavouring, all achieving (Każdy się stara, wszyscy osiągają).
Ananas nawiązuje też do herbu brytyjskiej kolonii Wyspy Podwietrzne z lat 1909-1957.
Daniele na wyspę Barbuda sprowadził XVIII -wieczny gubernator Wysp Podwietrznych Christopher Codrington.